# Vickers F.B.5 Gunbus
Vickers F.B.5 (Fighting Biplane 5, česky: Stíhací dvouplošník 5; známý také jako Gunbus) byl britský dvoumístný dvouplošník s tlačným motorem vyzbrojený jedním kulometem Lewis ovládaným pozorovatelem v gondole na přídi. Byl prvním letounem od počátku určeným k leteckým soubojům, který se dostal do služby, což z něj dělá první stíhací letoun v operační službě na světě.

## Specifikace (Vickers F.B.5)

### Technické údaje
- Posádka: 2
- Délka: 8,28 m
- Rozpětí: 11,13 m
- Výška: 3,51 m
- Plocha křídel: 35,5 m²
- Plošné zatížení: 26 kg/m²
- Prázdná hmotnost: kg
- Vzletová hmotnost : 930 kg
- Pohonná jednotka: 1× 9válcový rotační motor Gnome Monosoupape
- Výkon pohonné jednotky: 100 k (75 kW)

### Výkony
- Maximální rychlost: 113 km/h ve výšce 1524 m
- Dolet: 403 km
- Vytrvalost: 4 hod 30 min
- Dostup: 2743 m
- Stoupavost: 1524 m / 16 min

### Výzbroj
- 1× kulomet Lewis ráže 7,7 mm